# Léaupartie
Léaupartie è un comune francese di 80 abitanti situato nel dipartimento del Calvados nella regione della Normandia.

## Società

### Evoluzione demografica
Abitanti censiti